# Mood-夢見る男のために-
『Mood-夢見る男のために-』（ムード ゆめみるおとこのために）は、1993年7月25日に発売されたやしきたかじん10作目のアルバム。

## 内容
前作から10ヶ月振りのアルバム。「東京」と「さよならが言えるまで」先行シングル2曲を収録。全10曲中8曲の作詞を及川眠子が手がけた。
3曲目「心はいつも」は宝塚歌劇・星組の「パパラギ」への提供曲のセルフカバー。累計で10万枚を売り上げた。

## 収録曲
全曲 作詞：及川眠子（特記以外）
1. 見えない糸（4：51）
作曲：都志見隆　編曲：川村栄二
「さよならが言えるまで」のカップリング曲。
2. いとしい想い（5：58）
作曲：坂本洋　編曲：若草恵
3. 心はいつも（5：12）
作曲：やしきたかじん　編曲：若草恵
4. 観覧車（7：02）
作曲：山口美央子　編曲：若草恵
5. さよならが言えるまで（4：27）
作曲：坂本洋　編曲：川村栄二
6. 東京（4：28）
作曲：川上明彦　編曲：川村栄二
7. 想い出にできない（5：45）
作曲：坂本洋　編曲：若草恵
8. ムード（5：36）
作詞：来生えつこ　作曲：来生たかお　編曲：川村栄二
9. 待っているから（5：08）
作詞：来生えつこ　作曲：来生たかお　編曲：若草恵
10. 夢見る男のために（6：17）
作曲：川上明彦　編曲：若草恵